# Britisches Uganda-Programm
Das Britische Uganda-Programm war ein Plan Anfang des 20. Jahrhunderts, der vorsah, einen Teil von Britisch-Ostafrika zu einer Zuflucht für Juden zu machen. Die Festlegung der zionistischen Bewegung auf das Gebiet Palästina war das Ergebnis eines mehrjährigen Ringens um verschiedene erwogene Optionen. Insgesamt wurden mindestens 35 Gebiete in Betracht gezogen.

## Der Vorschlag und die Reaktionen
Das Angebot wurde 1903 vom britischen Kolonialsekretär Joseph Chamberlain an Theodor Herzl ausgesprochen. Vom bald darauf verstorbenen Herzl ist als erste spontane Reaktion diese Aussage überliefert: „Wäre Moses Uganda an Stelle von Palästina angeboten worden, er hätte die Gesetzestafeln zerbrochen.“ Später urteilte der etwas entmutigte Herzl zustimmend. Er verstand durchaus, dass die Briten ihn und seine Zionisten damit als Ansprechpartner ernst nahmen. Die Briten boten eine Fläche von 5000 Quadratmeilen (ca. 12.950 km²) im Mau-Plateau (im heutigen Kenia) an. Der Vorschlag war eine Reaktion auf die Pogrome gegen die Juden in Russland und auf die aussichtslose Situation für jüdische Besiedelungspläne im damals noch osmanischen Palästina und el-Arisch. Das Land war als Zufluchtsort für verfolgte Juden und nicht als Lösung für alle Juden gedacht.
Das Angebot wurde auch auf dem 6. Zionistenkongress von 1903 in Basel präsentiert. Es löste unter den Delegierten eine heftige Debatte aus. Das afrikanische Land wurde als „Nachtasyl“ bezeichnet, einem von Max Nordau 1903 eingebrachten Begriff für eine Zuflucht in einem beliebigen Land und keinesfalls als Ersatz für Eretz Israel (Palästina). Nordau lehnte das Vorhaben ab und argumentierte, Uganda würde sich im besten Fall für ein koloniales Privatunternehmen eignen, es sei jedoch keinesfalls als „Übungsfeld für die Herausbildung einer politischen Nation“ geeignet. Trotz dieser grundsätzlich ablehnenden Haltung wurde Nordaus tendenzielle Kompromissbereitschaft von extremen Zionisten als Verrat aufgefasst und Nordau, den seine Kritiker als „Nordau der Afrikaner“ verspotteten, wurde während des Aufenthalts in Paris zum Ziel eines Attentats, das er nur knapp überlebte.
Es entstand die Fraktion der sogenannten „Zion-Zionisten“, die mehrheitlich in Osteuropa lebten oder dort geboren waren. In den Debatten wurde heftig gestritten und Theodor Herzl wurde bei der Gelegenheit wegen seinen Kontakten zum russischen Politiker Wjatscheslaw von Plehwe schwere Vorwürfe gemacht, zumal Plehwe für antisemitische Pogrome verantwortlich gemacht wurde. Nur wegen Herzls noch immer hohen Ansehens, hielten sich die „Zion-Zionisten“ zurück, er war bereits gesundheitlich angeschlagen. Sein Ansehen erlitt aber durch die Ereignisse einen beträchtlichen Schaden.
Menachem Ussishkin zeigte sich ebenfalls als ein entschiedener Gegner des Vorschlags. David Ben-Gurion, damals noch David Grün, sprach in diesem Zusammenhang ablehnend von „Ugandismus“. Viele Zionisten befürchteten, dass die Lösung den Weg zum jüdischen Staat in Palästina erschweren würde, wenn man sich erst einmal auf Ostafrika eingelassen hätte. Vor der Abstimmung bildete sich eine größere Opposition, dennoch wurde mit 295 zu 178 Stimmen beschlossen, eine Expedition nach Ostafrika zu schicken. Teile der Opposition verließen daraufhin erzürnt den Saal. Im Jahr 1905 erreichte eine dreiköpfige Kommission das besagte Gebiet. Es sprachen sich zwei der drei Kommissare gegen eine Tauglichkeit des Landes aus.
Nachdem der Inspektionsbericht beim Kongress eingereicht worden war, entschied er sich, das englische Angebot 1905 höflich abzulehnen. Einige Juden sahen dies als einen Fehler an und die „pro-ugandische“ Jewish Territorialist Organization spaltete sich ab. Auch britische Kolonisten in Kenia hatten gegen das Vorhaben protestiert. Die Mehrheit der Delegierten beschloss am 7. Zionistenkongress, das „Uganda-Projekt“ endgültig zu beerdigen.